# Ernesto de la Peña Muñoz
Ernesto de la Peña Muñoz (Ciutat de Mèxic; 21 de novembre de 1927 - íb.; 10 de setembre de 2012) va ser escriptor, humanista, lingüista, políglota, acadèmic i erudit mexicà. Va rebre el Premi Xavier Villaurrutia per la col·lecció de contes Las estratagemas de Dios (1988) entre els quals destaca El único y su propiedad. El seu coneixement de 33 llengües i cultures es reflecteix en tota la seva obra literària, com a La rosa transfigurada (1999), Palabras para el desencuentro (2005) i Carpe risum. Inmediaciones de Rabelais (2015). Va morir el 10 de setembre de 2012.
El poeta Eduardo Lizalde va comentar que en la prosa d'Ernesto de la Peña s'hi troben: «sorprenents troballes, al·lucinants relats, descripcions de personatges, atmosferes, històries i fantàstiques aventures, amb perícia i imaginació admirables fetes per l'autor.»

## Formació
Malgrat haver sofert aviat la pèrdua de la seva mare va ser adoptat pel seu oncle Francisco Canale, posseïdor d'una nodrida biblioteca i d'una vasta cultura grecollatina. Des de la infància, va mostrar una inclinació cap a les lletres i els idiomes, als quals es va acostar a través de la Bíblia. Com assenyala l'escriptora Myriam Moscona:
| « | Aquest compendi de bellesa literària tenia per a ell dues funcions. D'una banda, representava la trobada amb el més gran monument mític i cultural d'Occident i, per l'altre, era la seva escola particular d'idiomes. | » |

Va ingressar a la Facultat de Filosofia i Lletres de la Universitat Nacional Autònoma de Mèxic (UNAM), on va cursar la carrera de Lletres Clàssiques, va estudiar filosofia presocràtica i de la ciència. Va formar part del cos de traductors del grec i el llatí reconegut per la UNAM per participar en els treballs de la "Bibliotheca Scriptorum Graecorum et Romanorum Mexicana". Va estudiar llengua i literatura russes i llengua àrab en la Facultat de Filosofia i Lletres; sànscrit i xinès a El Colegio de México i hebreu a l'Escola Monte Sinaí. De forma independent, llengües occidentals i orientals. Llegia trenta-tres idiomes i en 8. Va conèixer els texts bíblics i va traduir els evangelis al castellà.
Carlos Fuentes, a Todas las familias felices, relata l'aventura del grup basfumista, del que en va formar part "un filòsof ros i prim, Ernesto de la Peña, que sabia vint-i-tantes (sic) llengües incloent la de Crist..."

## Trajectòria professional
Va ser professor de Història de la Cultura en diferents institucions particulars. Sota el patrocini del Consell Nacional per a la Cultura i les Arts va dictar un curs d'Història Antiga d'Israel i Institucions Bíbliques. Va ser catedràtic de religions orientals, literatura grega i Bíblia en l'Institut Hel·lènic i de tècnica de la traducció i de llengua alemanya en l'Institut d'Intèrprets i Traductors.
Va ser traductor oficial de la Secretaría de Relaciones Exteriores i de la Secretaría de Hacienda y Crédito Público. Va col·laborar com a traductor en el Tribunal Superior de Justícia del Districte Federal i en el Tribunal Fiscal de la Federació.

### Difusió cultural
Va promoure la cultura humanística, bíblica, literària i operística en diversos mitjans de comunicació com Opus 94.5 de l'Institut Mexicà de la Ràdio i Operomanía a TVUNAM. Comentava l'òpera que es transmetia els dissabtes des del Metropolitan Opera House. Va col·laborar amb diversos diaris i revistes i va ser director del Centre d'Estudis de Ciències i Humanitats de la Fundació Telmex.

## Acadèmic
Va ser membre de nombre de l'Acadèmia Mexicana de la Llengua a partir del 14 de gener de 1993, des del 18 de juny d'aquest any va ocupar la cadira XI. Va ser membre corresponent de la Reial Acadèmia Espanyola des del 12 de novembre de 1993. Va pertànyer al Consell d'Òpera del Institut Nacional de Belles arts i al Consell Consultiu del Arxiu General de la Nació. El 25 d'octubre de 2007, l'Acadèmia va retre homenatge a Guido Gómez de Silva, Margit Frenk, Ernesto de la Peña i Ruy Pérez Tamayo pels seus 80 anys. Va ser membre honorari del Seminari de Cultura Mexicana.

## Obres

### Contes
- Las estratagemas de Dios - Domés (1988)
- Las máquinas espirituales - Diana (1991)

### Novel·la
- El indeleble caso de Borelli - Siglo XXI (1991). Novel·la neogòtica que explora les possibilitats del vampirisme, reconeguda particularment en un homenatge pòstum realitzat al març de 2014 per Vicente Quirarte.[2]

### Poesia
- Palabras para el desencuentro - CONACULTA (2005)
- Poemas invernales - Parcialment publicats a Ernesto para intrusos, antologia. Alfaguara (2015) i també narrats per ell mateix per a Radio UNAM[15]

### Prosa poètica
- Mineralogía para intrusos - CONACULTA (1993)

### Assaig
- Kautilya, o el Estado como mandala - CONACULTA (1993)
- El centro sin orilla - CONACULTA (1997)
- Las controversias de la fe. Los textos apócrifos de Santo Tomás - Aguilar (1997)
- La rosa transfigurada - FCE (1999)
- Don Quijote: la sinrazón sospechosa - CONACULTA (2005)
- Castillos para Homero - CONACULTA (2009)
- Carpe risum. Inmediaciones de Rabelais, FCE (2015) Publicat post mortem. És un assaig literari i actualitzat sobre Gargantua i Pantagruel que permet conèixer l'ambient de la comunitat francesa de Chinon.[16]